# Exopholis brenskei
Exopholis brenskei är en skalbaggsart som beskrevs av Nonfried 1891. Exopholis brenskei ingår i släktet Exopholis och familjen Melolonthidae. Inga underarter finns listade i Catalogue of Life.